# Lygrus marleyi
Lygrus marleyi är en skalbaggsart som beskrevs av Gilmour 1954. Lygrus marleyi ingår i släktet Lygrus och familjen långhorningar. Inga underarter finns listade i Catalogue of Life.